# Сухарна плита

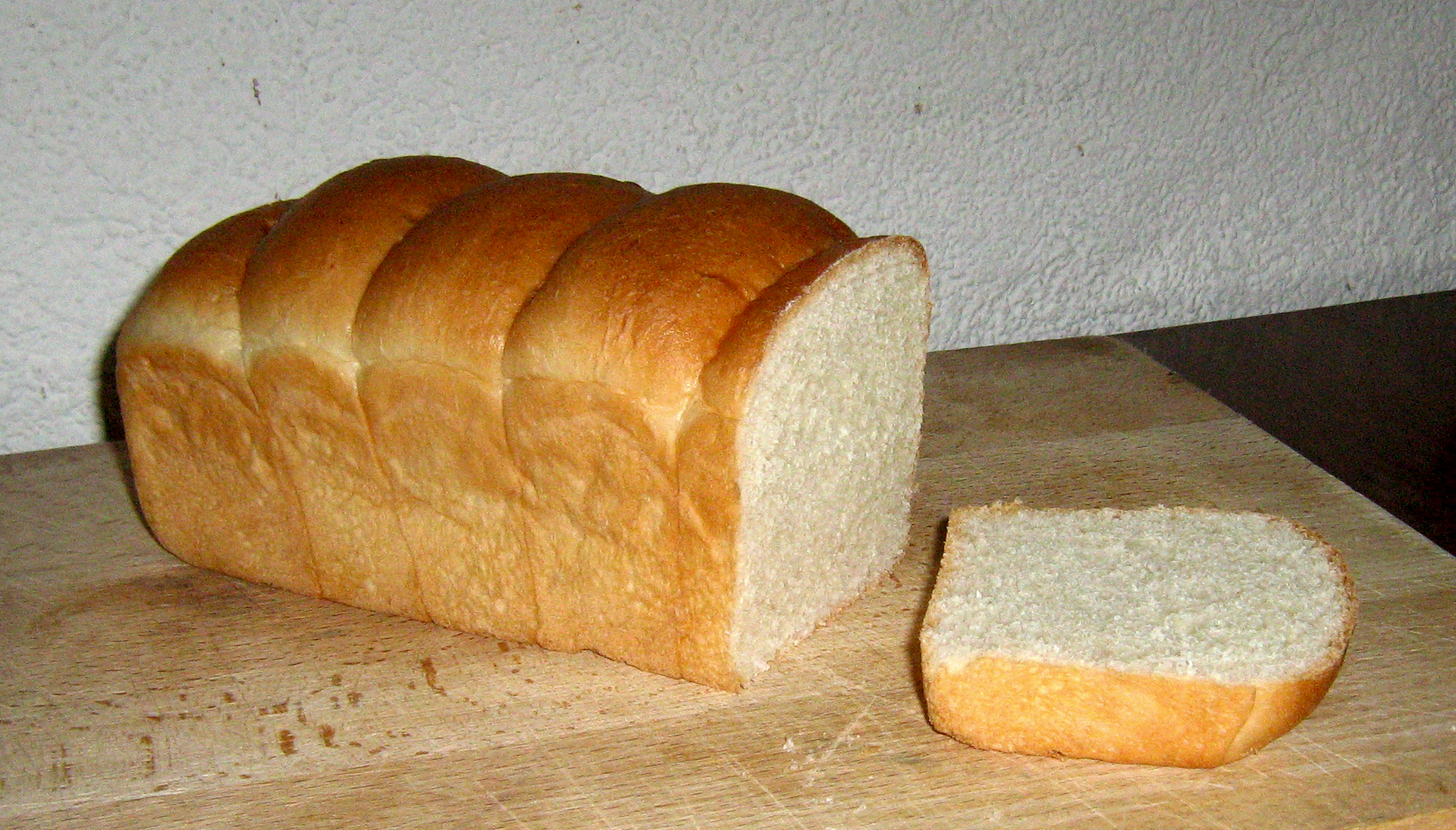
Сухарна плита, виготовлена у формі для випічки

Сухарна плита — напівфабрикат сухарного виробництва, сухарний хліб, з якого після різання та сушіння виходять сухарі. 
З однієї тонни сухарних плит отримують близько 750 кг сухарів.
Сухарні плити для простих сухарів випікають із тіста зі зниженою вологістю на пшеничном борошні 1-го та 2-го сортів у формах масою 1,5—2 кг у пекарних печах. Після остигання сухарний хліб ріжуть на скибочки товщиною 15—25 мм, розподіляють по спеціальних касетах або листах і сушать за температури 130 °C протягом 4—12 хвилин.
Здобний плоский сухарний хліб за рецептурою та профілем поперечного перерізу відрізняється залежно від сорту здобних сухарів. У здобне сухарне тісто додають цукор, жир та інші добавки, його готують на густій або рідкій опарі та безопарним способом. Заготовки, за формою та масою близькі до майбутніх сухарів, укладають на листи для вистоювання, потім для отримання глянцю змащують яєчною бовтанкою і випікають за температури 200—260 °C протягом 15—20 хвилин. Сухарні плити придатні для різання на скибки і сушіння після остигання протягом 6-16 годин.